# آبرن هیلز (دلاویر)
آبرن هیلز (به انگلیسی: Auburn Hills) یک منطقهٔ مسکونی در ایالات متحده آمریکا است که در دلاور واقع شده است. آبرن هیلز ۱۲۴٫۹۷ متر بالاتر از سطح دریا واقع شده است.